# Zio Tom
Lo zio Tom (in inglese Uncle Tom) è il protagonista del romanzo abolizionista La capanna dello zio Tom (1853) di Harriet Beecher Stowe.

## Concezione del personaggio
La figura dello zio Tom è ispirata all'autobiografia di Josiah Henson (1789-1883), schiavo afroamericano del Kentucky che, dopo aver abbracciato la fede cristiana, divenne un predicatore e tentò invano di comprare la sua libertà. Poco più tardi, Henson fu condotto negli Stati Uniti meridionali ove scoprì che sarebbe stato venduto. Sebbene fosse in possesso di un'arma, Henson decise comunque di non ribellarsi ai suoi padroni, usando la violenza, in quanto la sua morale cristiana glielo impediva. Dopo essere tornato nel Kentucky, Henson fuggì con la sua famiglia nel Canada dove divenne un attivista per i diritti dei neri.

## Accoglienza

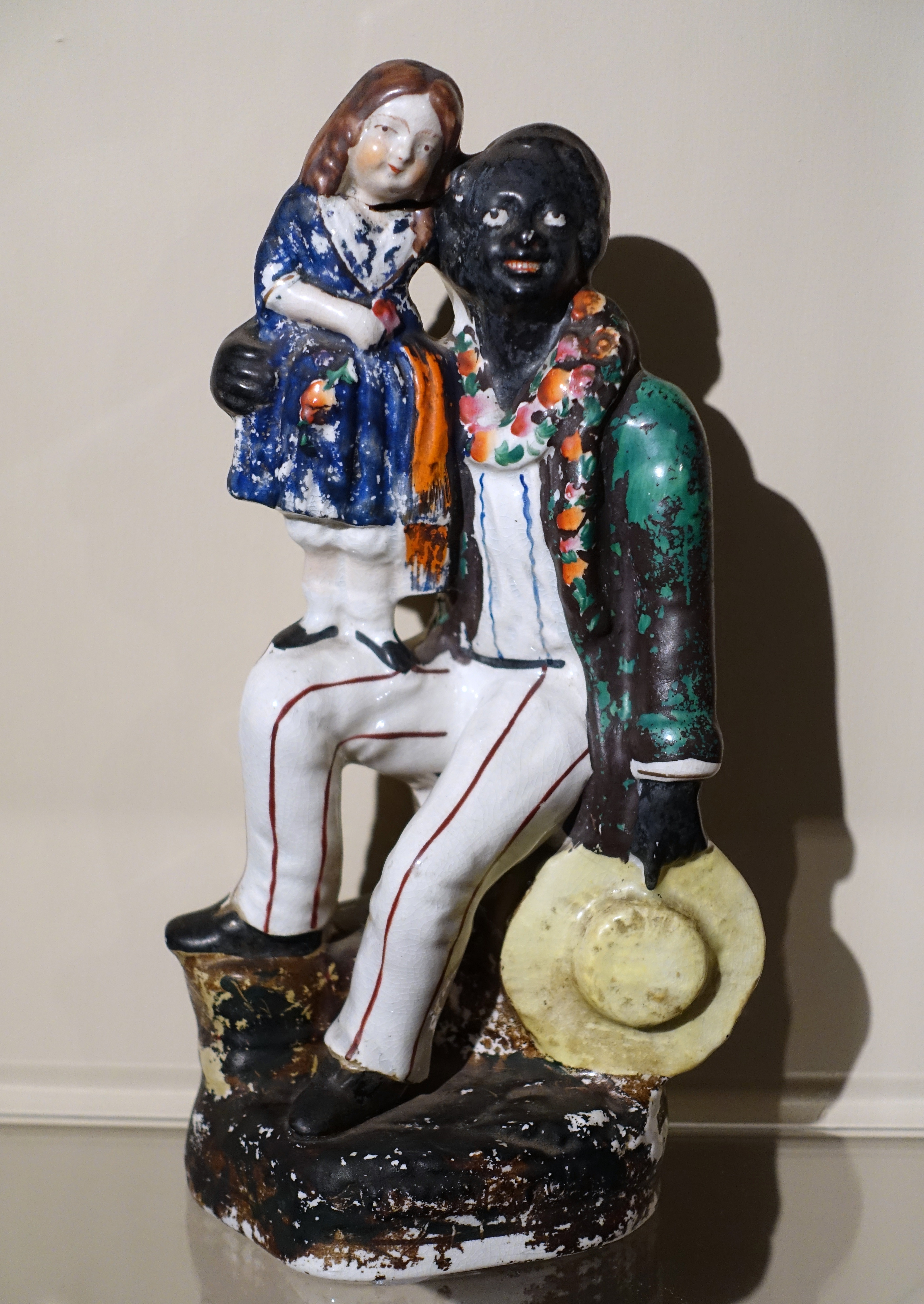
Statuetta kitsch raffigurante Tom ed Eva

Sin dall'epoca della pubblicazione del bestseller di Stowe, il personaggio dello zio Tom è stato oggetto di molte critiche negative e rappresenta per tanti la figura stereotipata e razzista del nero docile, bonario e ingenuo che si lascia sottomettere ai bianchi in nome del suo status di persona di colore. Un autore anonimo riportò sul periodico The Liberator di William Lloyd Garrison:
James Weldon Johnson, una delle maggiori personalità del Rinascimento di Harlem, esprime un'opinione altrettanto malevola nella sua autobiografia:
 Nel 1949, lo scrittore americano James Baldwin dichiarò che Tom sarebbe stato ingiustamente emasculato per aver cercato di ottenere la salvezza spirituale solo a causa della sua condizione di afroamericano.

## In psicologia
In psicologia, il termine "sindrome dello zio Tom" descrive il comportamento di alcune persone nere eccessivamente mansuete e che si lasciano asservire e sottomettere dai loro padroni  senza opporre resistenza.